# Стівен Мак-Ґлед
Стівен Мак-Ґлед (англ. Stephen McGlede, 13 квітня 1969) — австралійський велогонщик.
Срібний призер Олімпійських Ігор 1992 року в командній гонці переслідування, бронзовий призер 1988 року в командній гонці переслідування.
Срібний призер Ігор Співдружності 1990 року в командній гонці переслідування, бронзовий призер 1990 року в скретчі на 10 миль.